# 불교 용어 목록 (선)

바로가기:
ㄱ
경
구
ㄴ
ㄷ
ㄹ
ㅁ
명
무
묵
ㅂ
불
ㅅ
삼
삽
선
소
수
시
심
ㅇ
오
온
유
육
이
ㅈ 

정
지
ㅊ
ㅋ
ㅌ
ㅍ
ㅎ

## 선
선(善)이란, 《보살영락본업경》 하권의 〈7. 대중수학품(大衆受學品)〉에 따르면, 제1의제(第一義諦)에 계합[順]하여 일어나는 법을 말한다. 이에 비해, 혹(惑) 즉 번뇌(煩惱)는 제1의제(第一義諦)에 위배[背]되어 일어나는 법을 말한다.

## 선근
1. 선근(善根)은 온갖 선(善) 또는 선법(善法)을 내고 행하게 하는 근본(기초 또는 기본)이라는 뜻으로, 무탐(無貪, purity) · 무진(無瞋, good will) · 무치(無癡, wisdom)의 3선근(三善根)을 줄여서 간단히 선근(善根)이라고 한다. 근(根)이라는 것은 이들 3가지가 선(善)을 일으킴에 있어 뛰어나다는 것과 3가지 불선근(不善根)을 가까이 대치한다[近對治]는 것을 말한다.  즉, 이들 3가지가 4성제 중 무위 무루의 멸제(滅諦, 열반)에 이르는 길인 유위 무루의 도제(道諦: 8정도, 6바라밀 등의 수행)를 닦을 수 있게 하는 기초(기본 또는 근본)가 된다는 것을 말한다.
2. 선근(善根)은 좋은 과보(果報)를 받을 좋은 원인[因]을 뜻한다. 불교의 인과설에 따르면, 선(善)한 행동 또는 공덕이라는 선근을 심으면, 즉 선한 원인을 뿌리면 반드시 그에 따른 선한 과보 또는 열매[果]를 맺게 된다.

## 선두
선두(禪頭)는 잔투(산스크리트어: jantu, 팔리어: jantu)의 다른 말이다.

## 선법
선법(善法, 산스크리트어: kuśalā dharmāh) 또는 착한 법은 온갖 선한 교법의 줄임말로, 5계(五戒) · 10선(十善) · 3학(三學) · 6바라밀(六波羅蜜: 6도(六度)라고도 한다) 등 이치에 맞고, 자기와 세상을 이익되게 하는 법(法) 또는 도리(道理)를 말한다. 5계(五戒)와 10선(十善)은 세간(世間)의 선법, 즉 자신과 세상을 편안하고 이익되게 하기 위해 닦는 선법이다. 3학(三學)과 6바라밀(六波羅蜜)은 출세간(出世間)의 선법, 즉 생멸 변화하는 미혹한 세계를 벗어나 해탈 경계에 들어가기 위해 닦는 선법이다. 이들 세간과 출세간의 법(法), 교법(敎法) 또는 도리(道理)들에는 깊고 옅음의 차이가 있지만 이들은 모두 이치에 맞고 세상을 이익되게 하는 법 또는 도리이므로 모두 통칭하여 선법(善法)이라고 부른다. (참고: 선(善))

## 선본
선본(善本)은 본(本)을 원인(原因)으로 해석하는가 아니면 근본(根本)으로 해석하는가에 따라 2가지 뜻이 있다. 선근(善根)에도 이러한 두 가지 뜻이 있는데, 이 때문에 선본과 선근은 동의어로 간주되고 있다. 다만, 무탐 · 무진 · 무치의 3선근(三善根)에서의 선근(善根)은 '근본'의 뜻으로 해석되는데, 이런 측면에서는 선근은 '(직접적) 원인'의 뜻보다는 '근본'의 뜻이 더 강하다고 할 수 있다.
본(本)을 원인(原因)으로 해석하는 경우 선본(善本)은 선(善) 즉 공덕(功德)이 원인이 되어 뛰어난 결과를 낳는다는 뜻이 된다. 즉, 좋은 결과를 얻을 청정한 행위를 뜻한다.
본(本)을 근본(根本)으로 해석하는 경우 선본(善本)은 선(善)의 근본 즉 공덕(功德)의 근본이라는 뜻이 되어, 유정으로 하여금 일체(一切)의 선법(善法)과 공덕(功德) 또는 덕행(德行)을 일으킬 수 있게 하는 바탕 또는 근거가 되는 어떤 것을 가리킨다.
예를 들어, 무탐을 선본이라고 말할 때, 문맥에 따라, 무탐이 원인이 되어 어떤 뛰어난 결과를 낳는다는 의미로 해석될 수도 있고, 무탐이 일체의 선법과 공덕을 성취하기 위한 근거가 된다는 의미로 해석될 수도 있다.

## 선사
1. 선사(禪師)는 선정(禪定)에 통달한 승려를 부르는 호칭이다.
2. 선사(禪師)는 법계제도에서 여러 계급들 가운데 하나의 명칭이다.
3. 선사(善思)는 선(善) 즉 공덕(功德)을 짓는 정신적 행위를 말한다.
선사(善思) 또는 착한 사는 사(思)의 마음작용을 3가지로 나눈 선사(善思) · 불선사(不善思) · 무기사(無記思)의 3사(三思) 가운데 하나이다. 선사(善思)는 선의 사(思) 즉 선의 의업(意業)을 짓고 만드는[造作] 것, 즉, 공덕(功德)을 짓는 정신적 행위[意業]를 말한다.
4. 선사(善士, 산스크리트어: sat-puruṣa, sātpauruṣya, manuṣyājāneya, sat)는 아라한(阿羅漢) · 성현(聖賢) 또는 수행자(修行者)를 뜻한다.

## 선심소
선심소(善心所, 산스크리트어: kuśala-caitasa)는 유식유가행파와 법상종의 5위 100법의 법체계에서, 심소법(心所法: 51가지) 그룹[位]의 6가지 세부 그룹인 변행심소(遍行心所: 5가지) · 별경심소(別境心所: 5가지) · 선심소(善心所: 11가지) · 번뇌심소(煩惱心所: 6가지) · 수번뇌심소(隨煩惱心所: 20가지) · 부정심소(不定心所: 4가지) 중의 하나이다.
선심소는 그 성질이 오로지 선(善)인 마음작용(심소법)들의 그룹을 말한다. 보다 정확히 말하면, 그 성질이 자성선(自性善) 또는 상응선(相應善)이면서 4일체(四一切)의 기준에서 보았을 때 같은 성격을 가진 마음작용(심소법)들의 그룹을 말한다. 불교에서 선(善)이란, 부파불교에서는 결과를 기준으로 보아서 편안하고 즐거운 과보[樂報]를 받을만한 것을 선(善)이라고 하며, 대승불교에서는 현재 · 미래에 걸쳐 자기와 남을 순익(順益)하는 것을 말한다. 순익(順益)에서 순(順)은 '편안하게 하다, 안락하게 하다, 도리(道理)에 따르게 하다'의 뜻이며, 익(益)은 '이롭게 하다, 돕다, 넉넉하게 하다, 향상되게 하다'의 뜻이다.
유식유가행파와 법상종에 따르면, 신(信, sraddhā) · 정진(精進, vīrya) · 참(慚, hrī) · 괴(愧, apatrāpya) · 무탐(無貪, alobha) · 무진(無瞋, adveṣa, apratigha) · 무치(無癡, amoha) · 경안(輕安, praśrabdhi) · 불방일(不放逸, apramāda) · 행사(行捨, upekṣa) · 불해(不害, ahiṃsā)의 11가지 마음작용이 선심소를 구성한다.

## 선자타종
선자타종(善自他宗)은 《유가사지론》 제15권에 따르면, 논의 장엄[論莊嚴]을 구성하는 5가지 요소인 선자타종(善自他宗) · 언구원만(言具圓滿) · 무외(無畏) · 돈숙(敦肅) · 응공(應供) 가운데 하나이다.
선자타종(善自他宗)은 문자 그대로는 '자(自)와 타(自)의 종지[宗]를 잘하는[善] 것'으로, 자신이 속한 종파의 종지(宗旨)와 교법[法]과 계율[毘奈耶]을 잘 이해하고 수행하고 설명할 수 있고 또한 비록 다른 종파의 종지와 교법과 계율을 수행하지는 않지만 그것들을 잘 이해하고 설명할 수 있는 것을 말한다.

## 선체
선체(扇搋)는 산스크리트어 ṣaṇḍha의 음역어로, 구역(舊譯)에서는 황문(黃門)이라 의역한다. 무근(無根) 또는 무세근(無勢根)이라고도 하는데, 22근 가운데 하나인 남근이나 여근을 갖지 않은 유정을 말한다. 즉, 생식기가 없는 유정을 말한다.

## 선품
선품(善品)의 문자 그대로의 뜻은 '선의 품류' 즉 '선한 유형의 것' 또는 '선한 것 하나 하나' 즉 '각각의 선'을 말한다. 이러한 의미에서는 선품은 선(善) 또는 선법(善法)과 동의어이다.
이러한 일반적인 의미로도 사용되지만, 선품이라고 할 때는 특히 근본정려(根本靜慮) 즉 근본정(根本定)을 말한다. 즉, 선품은 색계의 4선과 무색계의 4무색정의 각각을 가리키는 낱말로 특히 사용된다. 이 경우 어떤 근본정려에 들어간 후 그것을 원만(圓滿)히 하는 것을 만선품(滿善品)이라 하고, 그것을 완전히 성취하는 것을 성선품(成善品)이라 한다. 이 둘을 통칭하여 성만선품(成滿善品)이라 한다.
《집론》과 《잡집론》에 따르면, 성만선품(成滿善品) 즉 선품을 원만히 성취하는 것은 근(勤)의 마음작용의 본질적 작용[業]이다.

## 설식
부파불교의 설일체유부의 논서 《아비달마품류족론》 제3권에 따르면,
설식(舌識)은 식(識), 즉 마음, 즉 안식(眼識) · 이식(耳識) · 비식(鼻識) · 설식(舌識) · 신식(身識) · 의식(意識)의 6식신(六識身) 가운데 하나로, 설근[舌]과 미경[味]을 연(緣: 원인 또는 간접적 원인)으로 하여 생겨나는 설근의 인식[舌識]을 말한다. 이 때 설근이 증상(增上) 즉 소의(所依)가 되고 미경이 소연(所緣)이 된다. 설근에 의해 인식[識]되는 미경에 대한[於舌所識味] 모든 이정당요별(已正當了別) 즉 과거의 요별[已了別] · 현재의 요별[正了別] · 미래의 요별[當了別]을 통칭하여 안식(眼識)이라 이름한다.

## 설촉
설촉(舌觸)은 안촉(眼觸) · 이촉(耳觸) · 비촉(鼻觸) · 설촉(舌觸) · 신촉(身觸) · 의촉(意觸)의 6촉(六觸) 가운데 하나이다. 설촉신(舌觸身)이라고도 한다.
부파불교의 설일체유부의 논서 《아비달마품류족론》 제3권에 따르면,
설촉(舌觸)은 설근[舌]과 미경[味]을 연(緣: 원인 또는 간접적 원인)으로 하여 설식(舌識)이 생겨날 때의 설근 · 미경 · 설식의 3화합(三和合)으로 인한 촉[三和合故觸]이다. 이 때 설근이 증상(增上) 즉 소의(所依)가 되고 미경이 소연(所緣)이 된다. 설근에 의해 인식[識]되는 미경에 대한[於舌所識味] 모든 촉(觸: 3화합) · 등촉(等觸: 평등한 3화합) · 촉성(觸性: 3화합의 성질) · 등촉성(等觸性: 평등한 3화합의 성질) · 이촉(已觸: 과거의 3화합) · 촉류(觸類: 3화합의 등류)를 통칭하여 설촉(舌觸)이라 이름한다.

## 설촉소생사
부파불교의 설일체유부의 논서 《아비달마품류족론》 제3권에 따르면,
설촉소생사(舌觸所生思)는 설근[舌]과 미경[味]을 연(緣: 원인 또는 간접적 원인)으로 하여 설식(舌識)이 생겨날 때, 설근 · 미경 · 설식의 3화합(三和合)으로 인해 촉[三和合故觸]이 생겨남과 동시에 또한 이 촉(觸)이 연(緣: 원인 또는 간접적 원인)이 되어서 생겨나는 사(思)이다.
이 때 설근이 설촉소생사의 증상(增上) 즉 소의(所依)가 되고 미경이 설촉소생사의 소연(所緣)이 된다. 설촉은 설촉소생사의 인(因: 직접적 원인)이 되고 집(集: 집기)이 되고 유(類: 등류)가 되고 생(生: 생겨나게 함, 생상)이 된다. 그리고 설촉소생사는 설촉소생작의(舌觸所生作意) 즉  설촉으로 인해 생겨난 작의(作意)와 상응한다.
설근에 의해 인식[識]되는 미경에 대한[於舌所識味] 모든 사(思: 심조작, 마음으로 짓고 만듦) · 등사(等思: 그 모두에 대한 심조작) · 증상등사(增上等思: 그 모두에 대한 뛰어난 심조작) · 이사(已思: 과거의 심조작) · 사류(思類: 심조작의 등류) · 심작의업(心作意業: 마음으로 의업을 지음)을 통칭하여 설촉소생사(舌觸所生思)라 이름한다.

## 설촉소생애
설촉소생애(舌觸所生愛)는 안촉소생애 · 이촉소생애 · 비촉소생애 · 설촉소생애 · 신촉소생애 · 의촉소생애의 6애신(六愛身) 가운데 하나이다.
부파불교의 설일체유부의 논서 《아비달마품류족론》 제3권에 따르면,
설촉소생애(舌觸所生愛)는 설근[舌]과 미경[味]을 연(緣: 원인 또는 간접적 원인)으로 하여 설식(舌識)이 생겨날 때, 설근 · 미경 · 설식의 3화합(三和合)으로 인해 촉[三和合故觸]이 생겨나고 그런 후 이 촉(觸)이 연(緣: 원인 또는 간접적 원인)이 되어서 생겨나는 애(愛)이다.
이 때 설근이 설촉소생애의 증상(增上) 즉 소의(所依)가 되고 미경이 설촉소생애의 소연(所緣)이 된다.
설근에 의해 인식[識]되는 미경에 대한[於舌所識味] 모든 탐(貪) · 등탐(等貪) · 집장(執藏) · 방호(防護) · 탐착(耽著) · 애락(愛樂)을 통칭한다. 즉, 미각적 대상에 대한 탐(貪) · 그 모두에 대한 탐[等貪] · 꽉 쥐어서 간직함[執藏] · 빼앗기지 않기 위해 막아 수호함[防護] · 빠져서 들러붙음[耽著] · 갈망하며 좋아함[愛樂]의 마음작용을 통칭하여 설촉소생애(舌觸所生愛)라 이름한다.

## 성법
성법(聖法, 산스크리트어: ārya-dharma)의 문자 그대로의 뜻은 성자(聖者)의 법(法) 또는 성스러운 법인데, 부처 또는 성인의 가르침을 뜻한다. 또한, 부처 또는 성인의 가르침은 성지(聖智), 무루지(無漏智) 또는 무루혜(無漏慧)를 획득하여 성인의 지위에 들게 하고 나아가 완전한 깨달음(무분별지)을 성취하게 하는 것이 목적이기 때문에 성법은 무루혜를 뜻한다. 이와 관련하여 세친은 《구사론》에서 성(聖, 산스크리트어: ārya)이라는 말은 오직 무루혜에 대해서만 쓸 수 있다고 말하고 있다. 그리고 무착의 《대승아비달마집론》 등에서는 심불상응행법 가운데 하나인 이생성(異生性) 즉 범부성(凡夫性)을 정의함에 있어 성법의 부득(不得), 즉 무루혜를 득(得)하지 못한 것이라고 정의하고 있다.

慧有二種。有漏無漏。唯無漏慧立以聖名。

지혜[慧]에는 유루혜와 무루혜의 2가지 종류가 있는데 이 중에서 무루혜에만 '성(聖)'이라는 명칭을 쓴다.
— 《구사론》 제26권 〈7. 분별지품(分別智品)〉. 한문본 & 한글본

何等異生性。謂於聖法不得假立異生性。

이생성(異生性)이란 무엇인가? 성법(聖法)을 득(得)하지 못한 것을 [실재하는 법인 것처럼] 가립하여 이생성이라 한다.
— 《대승아비달마집론》 제1권. 한문본 & 한글본

## 성인
불교에서 성인(聖人, 산스크리트어: ārya)은 성자(聖者)라고도 하는데, 다음의 3가지 뜻이 있다. 이 가운데 첫 번째의 것이 범부(凡夫)에 대하여 성인이라고 할 때의 성인(聖人)의 본래의 의미이다.
1. 중생 제도를 위하여 출현한 부처나 보살 등을 말한다.
1. 무루혜(無漏慧)를 일부라도 성취한 사람을 말한다. 《구사론》 제26권 〈7. 분별지품(分別智品)〉에서 세친은 "지혜[慧]에는 유루혜와 무루혜의 2가지 종류가 있는데 이 중에서 무루혜에만 '성(聖)'이라는 명칭을 쓴다(慧有二種。有漏無漏。唯無漏慧立以聖名。)"고 말하고 있는데, 이러한 이유로 무루혜를 성혜(聖慧) 또는 무루성혜(無漏聖慧)라고 부르기도 한다.
2. 중생 제도를 위하여 출현한 부처나 보살 등을 말한다.
3. 덕이 높은 고승을 존칭하여 성자(聖者) 또는 성인(聖人)이라 부르기도 한다.

## 성지
성지(聖智)의 문자 그대로의 뜻은 성스러운 지혜 또는 성인의 지혜로, 무루혜(無漏慧)의 다른 말이다. 출세간의 지혜, 무루지(無漏智), 성혜(聖慧) 또는 무루성혜(無漏聖慧)라고도 하며, 간단히 무루(無漏)라고도 한다.

## 성질
성질(性質, 性)은 어떤 법(法: 개별 실체)이 가진 자기만의 특성으로, 다른 법과 구별되게 하는 것이다. 성격(性格) · 성품(性品) · 자성(自性) 또는 자상(自相)이라고도 한다.
불교에서는 행위 외에 별도로 행위자 즉 자아를 세우지 않고, 성질 외에 별도로 성질을 가진 자를 세우지 않는다. 따라서 어떤 성질[自性]이 곧 법(法: 개별 실체)이라고 본다.
예를 들어, 영납성(領納性: 받아들이는 성질) 즉 지각이 곧 수(受)라는 법이며, 영납성 외에 별도로 이 성질을 소유한 수(受)라는 법이 있지 않다고 본다.
마찬가지로, 취상성(取像性: 형상(形相)을 취하는 성질) 즉 표상이 곧 상(想)이라는 법이며, 취상성 외에 별도로 이 성질을 소유한 상(想)이라는 법이 있지 않다고 본다.
마찬가지로, 심조작성(心造作性: 정신면에서의 조작하는 성질) 즉 의지가 곧 사(思)라는 법이며, 심조작성 외에 별도로 이 성질을 소유한 사(思)라는 법이 있지 않다고 본다.
마찬가지로, 심의식(心意識)이라는 성질 즉 집기(集起) · 사량(思量) · 요별(了別)의 성질이 곧 마음[心]이라는 법이며, 심의식 외에 별도로 이 성질들을 소유한 마음[心]이라는 법이 있지 않다고 본다.

## 성취
성취(成就, 산스크리트어: samanvāgama, 팔리어: samannāgama) 또는 잃지 않는 것은 득(得)의 일종으로 이미 획득한 것을 상실하지 않는 힘을 뜻한다. (참고: 획득)

## 성품
성품(性品)은 성질(性質, 性)의 다른 말이다.

## 세
세(細)는 미세한 것 또는 미세한 법이라는 뜻으로, 5온 각각이 가지는 과거(過去) · 미래(未來) · 현재(現在) · 내(內) · 외(外) · 추(麤) · 세(細) · 열(劣) · 승(勝) · 원(遠) · 근(近)의 총 11가지의 품류차별 또는 품류, 즉 11품류 가운데 '세'를 말한다.
색의 경우에는 무대색(無對色: 대할 수 없는 색, 즉 질애성이 없는 색), 또는 의근에 의하여 인식되는 색을 뜻한다. 또는 상대적인 관점에서 유견유대(有見有對) · 무견유대(無見有對) · 무견무대(無見無對)의 3색, 혹은 욕계계(欲界繫) · 색계계(色界繫) · 불계(不繫)의 3색을 상대적으로 볼 때, 전자는 후자에 비해 거친 색이고 후자는 전자에 비해 미세한 색이다.
수 · 상 · 행 · 식의 경우 무대색(無對色: 대할 수 없는 색, 즉 질애성이 없는 색)을 소연으로 하여 일어난 수 · 상 · 행 · 식, 또는 의근을 소의로 하여 일어난 수 · 상 · 행 · 식을 뜻한다. 또는 상대적인 관점에서 유견유대(有見有對) · 무견유대(無見有對) · 무견무대(無見無對)의 3색, 혹은 욕계계(欲界繫) · 색계계(色界繫) · 불계(不繫)의 3색을 상대적으로 볼 때, 전자를 소연으로 하여 일어난 수 · 상 · 행 · 식은 후자를 소연으로 하여 일어난 수 · 상 · 행 · 식은 비해 거친 수 · 상 · 행 · 식이고 후자를 소연으로 하여 일어난 수 · 상 · 행 · 식은 전자를 소연으로 하여 일어난 수 · 상 · 행 · 식에 비해 미세한 수 · 상 · 행 · 식이다.

## 세간
세간(世間, loka, laukika)은 세속의 유위의 세계를 의미한다. 세간에 대해 비세속의 무위의 세계 또는 무위의 세계로 나아가는 것을 '세간을 벗어난 것' 또는 '세간 너머의 것'이라는 뜻에서 출세간(出世間)이라 한다.

## 세간의 정견
세간의 정견(世間의 正見)은 세간(世間)의 바른 견해[正見]라는 뜻으로, 4가지 세간의 지혜 즉 4가지 유루혜(有漏慧)인 4혜(四慧)를 말한다. (참고: 견(見))

## 세간의 지혜
세간의 지혜 또는 세속적인 지혜는 유루혜(有漏慧)의 다른 말로, 3혜(三慧) 또는 4혜(四慧)를 말한다. (참고: 견(見))

## 세간정견
세간정견(世間正見)은 세간(世間)의 바른 견해[正見]라는 뜻으로, 4가지 세간의 지혜 즉 4가지 유루혜(有漏慧)인 4혜(四慧)를 말한다. (참고: 견(見))

## 세간지
세간지(世間智)는 세속지(世俗智)의 다른 말이다.

## 세로
세로(世路, 산스크리트어: adhvan)는 시간(時間)의 다른 말이다.

## 세속지
세속지(世俗智, 산스크리트어: saṃvṛti-jñāna, 팔리어: sammati-ñāṇa, 영어: worldly wisdom)는 10지(十智)와 11지(十一智) 가운데 하나로, 모든 유루의 지혜 즉 유루혜(有漏慧)를 말한다. 즉, 번뇌를 끊을 수 없는 세간의 지혜를 말한다. 세지(世智) · 세간지(世間智) · 속지(俗智) · 유루혜(有漏慧) 또는 유루지(有漏智, 산스크리트어: sāsrava-jñāna, 영어: defiled wisdom, wisdom with outflow)라고도 한다. 세속지를 세속의 일을 아는 지혜라고 해석하는 경우도 있다.

## 세증상
세증상(世增上)은 세간의 도덕과 다른 사람들을 존중하는 것, 세간의 도덕과 다른 사람들을 귀하게 여기는 것, 세간의 도덕과 다른 사람들에게 존엄성이 있다고 여기는 것에서 생겨나는 향상력[增上]을 말한다. 세증상(世增上)은 자신의 잘못(허물과 악행)에 대해 다른 사람들에게 수치스럽게 여김으로써 자신을 반성하는 괴(愧)의 마음작용의 근거가 된다. 타증상(他增上) 또는 세간력(世間力: 세간의 힘)이라고도 한다.

## 세지
세지(世智)는 세속지(世俗智)의 다른 말이다.

## 참고 문헌
- 이 문서에는 다음커뮤니케이션(현 카카오)에서 GFDL 또는 CC-SA 라이선스로 배포한 글로벌 세계대백과사전의 내용을 기초로 작성된 글이 포함되어 있습니다.
- 가전연자 지음, 승가제바·축불념 한역, 권오민 번역 (K.943, T.1543). 《아비담팔건도론》. 한글대장경 검색시스템 - 전자불전연구소 / 동국역경원. K.943(24-695), T.1543(26-771).
- 고려대장경연구소. 《고려대장경 전자 불교용어사전》. 고려대장경 지식베이스 / (사)장경도량 고려대장경연구소.
- 고익진 (1989). 《한국 고대 불교 사상사》. 동국대학교 출판부.
- 곽철환 (2003). 《시공 불교사전》. 시공사 / 네이버 지식백과.
- 구나발타라(求那跋陀羅) 한역 (K.650, T.99). 《잡아함경》. 한글대장경 검색시스템 - 전자불전연구소 / 동국역경원. K.650(18-707), T.99(2-1).
- 구나발타라 한역, 번역자 미상 (K.54, T.353). 《승만경》. 한글대장경 검색시스템 - 전자불전연구소 / 동국역경원. K.54(6-1361), T.353(12-217).
- 구마라습 한역, 차차석 번역 (K.991, T.614). 《좌선삼매경》. 한글대장경 검색시스템 - 전자불전연구소 / 동국역경원. K.991(30-128), T.614(15-269).
- 권오민 (1991). 《경량부철학의 비판적 체계 연구》. 동국대학원 철학박사 학위논문.
- 권오민 (2003). 《아비달마불교》. 민족사.
- 담무참 한역, 번역자 미상 (K.105, T.374). 《대반열반경》. 일명 《북본열반경》. 한글대장경 검색시스템 - 전자불전연구소 / 동국역경원. K.105(9-1), T.374(12-365).
- 목건련 지음, 현장 한역, 송성수 번역 (K.945, T.1537). 《아비달마법온족론》. 한글대장경 검색시스템 - 전자불전연구소 / 동국역경원. K.945(24-1091), T.1537(26-453).
- 무착 지음, 바라파밀다라 한역, 이영무 번역 (K.586, T.1604). 《대승장엄경론》. 한글대장경 검색시스템 - 전자불전연구소 / 동국역경원. K.586(16-843), T.1604(31-589).
- 무착 지음, 현장 한역 (K.571, T.1602). 《현양성교론》. 한글대장경 검색시스템 - 전자불전연구소 / 동국역경원. K.571(16-1), T.1602(31-480).
- 무착 지음, 현장 한역, 이한정 번역 (K.572, T.1605). 《대승아비달마집론》. 한글대장경 검색시스템 - 전자불전연구소 / 동국역경원. K.572(16-157), T.1605(31-663).
- 미륵 지음, 현장 한역, 강명희 번역 (K.614, T.1579). 《유가사지론》. 한글대장경 검색시스템 - 전자불전연구소 / 동국역경원. K.570(15-465), T.1579(30-279).
- 법구 지음, 승가발마 등 한역, 김형준 번역 (K.960, T.1552). 《잡아비담심론》. 한글대장경 검색시스템 - 전자불전연구소 / 동국역경원. K.960(28-391), T.1552(28-869).
- 법승 지음, 승가제바·혜원 한역, 김재천 번역 (K.959, T.1550). 《아비담심론》. 한글대장경 검색시스템 - 전자불전연구소 / 동국역경원. K.959 (28-355), T.1550 (28-809).
- 법장 술, 노혜남 번역 (K.1513, T.1733). 《화엄경탐현기》. 한글대장경 검색시스템 - 전자불전연구소 / 동국역경원. K.1513(47-458), T.1733(35-107).
- 불타야사·축불념 한역, 번역자 미상 (K.647, T.1). 《장아함경》. 한글대장경 검색시스템 - 전자불전연구소 / 동국역경원. K.647(17-815), T.1(1-1).
- 사리자 설, 현장 한역, 송성수 번역 (K.946, T.1536). 《아비달마집이문족론》. 한글대장경 검색시스템 - 전자불전연구소 / 동국역경원. K.946(24-1183), T.1536(26-367).
- 서정형 (2004). 《나가르주나 『중론』(해제)》. 서울대학교 철학사상연구소 / 네이버 지식백과.
- 서정형 (2004b). 《『밀린다팡하』(해제)》. 서울대학교 철학사상연구소 / 네이버 지식백과.
- 세우 지음, 구나발타라·보리야사 한역, 송성수 번역 (K.950, T.1541). 《중사분아비담론》. 한글대장경 검색시스템 - 전자불전연구소 / 동국역경원. K.950(25-271), T.1541(26-627).
- 세우 지음, 현장 한역, 송성수 번역 (K.949, T.1542). 《아비달마품류족론》. 한글대장경 검색시스템 - 전자불전연구소 / 동국역경원. K.949(25-149), T.1542(26-692).
- 세친 지음, 현장 한역, 권오민 번역 (K.955, T.1558). 《아비달마구사론》. 한글대장경 검색시스템 - 전자불전연구소 / 동국역경원. K.955(27-453), T.1558(29-1).
- 세친 지음, 현장 한역, 김묘주 번역 (K.594, T.1597). 《섭대승론석》. 한글대장경 검색시스템 - 전자불전연구소 / 동국역경원. K.594(17-76), T.1597(31-321).
- 세친 지음, 현장 한역, 송성수 번역 (K.618, T.1612). 《대승오온론》. 한글대장경 검색시스템 - 전자불전연구소 / 동국역경원. K.618(17-637), T.1612(31-848).
- 세친 지음, 현장 한역, 송성수 번역 (K.644, T.1614). 《대승백법명문론》. 한글대장경 검색시스템 - 전자불전연구소 / 동국역경원. K.644(17-808), T.1614(31-855).
- 승가제바(僧伽提婆) 한역. 《중아함경》. 한글대장경 검색시스템 - 전자불전연구소 / 동국역경원.
- 안혜 지음, 지바하라 한역, 조환기 번역 (K.619, T.1613). 《대승광오온론》. 한글대장경 검색시스템 - 전자불전연구소 / 동국역경원. K.619(17-641), T.1613(31-850).
- 안혜 지음, 현장 한역, 이한정 번역 (K.576, T.1605). 《대승아비달마잡집론》. 한글대장경 검색시스템 - 전자불전연구소 / 동국역경원. K.576(16-228), T.1606(31-694).
- 오백 아라한 지음, 현장 한역, 송성수 번역 (K.952, T.1545). 《아비달마대비바사론》. 한글대장경 검색시스템 - 전자불전연구소 / 동국역경원. K.952(26-1,27-1), T.1545(27-1).
- 운월 (2005). 《근본불교의 수행체계에 대하여》. 한국선학회.
- 운허.  동국역경원 편집, 편집. 《불교 사전》.
- 용수 지음, 구마라습 한역, 김성구 번역 (K.549, T.1509). 《대지도론》. 한글대장경 검색시스템 - 전자불전연구소 / 동국역경원. K.549(14-493), T.1509(25-57).
- 용수 지음, 구마라습 한역, 박인성 번역 (K.577, T.1564). 《중론》. 한글대장경 검색시스템 - 전자불전연구소 / 동국역경원. K.577(16-350), T.1564(30-1).
- 제바설마 지음, 현장 한역, 송성수 번역 (K.947, T.1539). 《아비달마식신족론》. 한글대장경 검색시스템 - 전자불전연구소 / 동국역경원. K.947 (25-1), T.1539 (26-531).
- 중현 지음, 현장 한역, 권오민 번역 (K.956, T.1562). 《아비달마순정리론》. 한글대장경 검색시스템 - 전자불전연구소 / 동국역경원. K.956(27-680), T.1562(29-329).
- 중현 지음, 현장 한역, 권오민 번역 (K.957, T.1563). 《아비달마장현종론》. 한글대장경 검색시스템 - 전자불전연구소 / 동국역경원. K.957(28-1), T.1563(29-777).
- 축불념 한역, 노혜능 번역 (K.530, T.1485). 《보살영락본업경》. 한글대장경 검색시스템 - 전자불전연구소 / 동국역경원. K.530(14-374), T.1485(24-1010).
- 최봉수 (1999). 〈색온에서의 색의 의미 - 구사론과 청정도론의 색온론을 비교하여〉. 《불교학보》.
- 현장 한역, 김달진 번역 (K.154, T.676). 《해심밀경》. 한글대장경 검색시스템 - 전자불전연구소 / 동국역경원. K.154(10-709), T.676(16-688).
- 호법 등 지음, 현장 한역, 김묘주 번역 (K.614, T.1585). 《성유식론》. 한글대장경 검색시스템 - 전자불전연구소 / 동국역경원. K.614(17-510), T.1585(31-1).
- 황욱 (1999). 《무착[Asaṅga]의 유식학설 연구》. 동국대학원 불교학과 박사학위논문.
- (영어) Bodhi, Bhikkhu (trans.) (2000). 《The Connected Discourses of the Buddha: A Translation of the Samyutta Nikaya》. Boston: Wisdom Publications. ISBN 0-86171-331-1.
- (영어) Dawson, John (1888). 《A Classical Dictionary Of Hindu Mythology And Religion Geography History And Literature》. London: Trübner.
- (영어) DDB. 《Digital Dictionary of Buddhism (電子佛教辭典)》. Edited by A. Charles Muller.
- (영어) Macdonell, Arthur Anthony (1929). 《A practical Sanskrit dictionary with transliteration, accentuation, and etymological analysis throughout》. London: Oxford University Press.
- (영어) Gethin, R.M.L. (1992). 《The Buddhist Path to Awakening: A Study of the Bodhi-Pakkhiyā Dhammā》. Leiden: E.J. Brill. ISBN 90-04-09442-3.
- (영어) Rhys Davids, Caroline A.F. ([1900], 2003). 《Buddhist Manual of Psychological Ethics, of the Fourth Century B.C., Being a Translation, now made for the First Time, from the Original Pāli, of the First Book of the Abhidhamma-Piṭaka, entitled Dhamma-Saṅgaṇi (Compendium of States or Phenomena)》. Whitefish, MT: Kessinger Publishing. ISBN 0-7661-4702-9.
- (영어) Sanskrit and Tamil Dictionaries. 《Cologne Digital Sanskrit Dictionaries》. Institute of Indology and Tamil Studies, Cologne University (www.sanskrit-lexicon.uni-koeln.de).
- (영어) Rhys Davids, T.W. & William Stede (eds.) (1921-5). 《The Pali Text Society's Pali–English Dictionary》. Chipstead: Pali Text Society.
- (영어) Thanissaro Bhikkhu (1996, 1998). 《Wings to Awakening》. Retrieved 2008-07-07 from "Access to Insight" at http://www.accesstoinsight.org/lib/authors/thanissaro/wings/index.html.
- (중국어) 가다연니자 조, 현장 한역 (T.1544). 《아비달마발지론(阿毘達磨發智論)》. 대정신수대장경. T26, No. 1544, CBETA.
- (중국어) 가전연자 지음, 승가제바·축불념 한역 (T.1543). 《아비담팔건도론(阿毘曇八犍度論)》. 대정신수대장경. T26, No. 1543, CBETA.
- (중국어) 구나발타라(求那跋陀羅) 한역 (T.99). 《잡아함경(雜阿含經)》. 대정신수대장경. T2, No. 99, CBETA.
- (중국어) 구나발타라 한역 (T.353). 《승만경(勝鬘經)》. 대정신수대장경. T12, No. 353, CBETA.
- (중국어) 구마라습 한역 (T.614). 《좌선삼매경(坐禪三昧經)》. 대정신수대장경. T15, No. 614, CBETA. }
- (중국어) 규기 찬 (T.1830). 《성유식론술기(成唯識論述記)》. 대정신수대장경. T43, No. 1830, CBETA.
- (중국어) 규기 찬 (T.1861). 《대승법원의림장(大乘法苑義林章)》. 대정신수대장경. T45, No. 1861, CBETA.
- (중국어) 길장 찬 (T.1744). 《승만보굴(勝鬘寶窟)》. 대정신수대장경. T37, No. 1744, CBETA.
- (중국어) 담무참 한역 (T.374). 《대반열반경(大般涅槃經)》. 일명 《북본열반경》. 대정신수대장경. T12, No. 374, CBETA.
- (중국어) 목건련 조, 현장 한역 (T.1537). 《아비달마법온족론(阿毘達磨法蘊足論)》. 대정신수대장경. T26, No. 1537, CBETA.
- (중국어) 무착 조, 바라파밀다라 한역 (T.1604). 《대승장엄경론(大乘莊嚴經論)》. 대정신수대장경. T31, No. 1604, CBETA.
- (중국어) 무착 조, 현장 한역 (T.1602). 《현양성교론(顯揚聖教論)》. 대정신수대장경. T31, No. 1602, CBETA.
- (중국어) 무착 조, 현장 한역 (T.1605). 《대승아비달마집론(大乘阿毘達磨集論)》. 대정신수대장경. T31, No. 1605, CBETA.
- (중국어) 미륵 조, 현장 한역 (T.1579). 《유가사지론(瑜伽師地論)》. 대정신수대장경. T30, No. 1579. CBETA.
- (중국어) 법구 조, 승가발마 등 한역 (T.1552). 《잡아비담심론(雜阿毘曇心論)》. 대정신수대장경. T28, No. 1552, CBETA.
- (중국어) 법승 조, 승가제바·혜원 한역 (T.1550). 《아비담심론(阿毘曇心論)》. 대정신수대장경. T28, No. 1550, CBETA.
- (중국어) 법운 편찬 (T.2131). 《번역명의집(翻譯名義集)》. 대정신수대장경. T54, No. 2131, CBETA.
- (중국어) 법장 술 (T.1733). 《화엄경탐현기(華嚴經探玄記)》. 대정신수대장경. T35, No. 1733, CBETA.
- (중국어) 佛門網. 《佛學辭典(불학사전)》.
- (중국어) 불타야사·축불념 한역 (T.1). 《장아함경(長阿含經)》. 대정신수대장경. T1, No. 1, CBETA. }
- (중국어) 사리자 설, 현장 한역 (T.1536). 《아비달마집이문족론(阿毘達磨集異門足論)》. 대정신수대장경. T26, No. 1536, CBETA.
- (중국어) 색건타라 조, 현장 한역 (T.1554). 《입아비달마론(入阿毘達磨論)》. 대정신수대장경. T28, No. 1554, CBETA. }
- (중국어) 星雲. 《佛光大辭典(불광대사전)》 3판.
- (중국어) 세우 조, 구나발타라·보리야사 한역 (T.1541). 《중사분아비담론(眾事分阿毘曇論)》. 대정신수대장경. T26, No. 1541, CBETA.
- (중국어) 세우 조, 현장 한역 (T.1542). 《아비달마품류족론(阿毘達磨品類足論)》. 대정신수대장경. T26, No. 1542, CBETA.
- (중국어) 세친 조, 진제 한역 (T.1559). 《아비달마구사석론(阿毘達磨俱舍釋論)》. 대정신수대장경. T29, No. 1559, CBETA.
- (중국어) 세친 조, 현장 한역 (T.1558). 《아비달마구사론(阿毘達磨俱舍論)》. 대정신수대장경. T29, No. 1558, CBETA.
- (중국어) 세친 조, 현장 한역 (T.1597). 《섭대승론석(攝大乘論釋)》. 대정신수대장경. T31, No. 1597, CBETA.
- (중국어) 세친 조, 현장 한역 (T.1612). 《대승오온론(大乘五蘊論)》. 대정신수대장경. T31, No. 1612, CBETA.
- (중국어) 세친 조, 현장 한역 (T.1614). 《대승백법명문론(大乘百法明門論)》. 대정신수대장경. T31, No. 1614, CBETA.
- (중국어) 세친 조, 현장 한역, 규기 주해 (T.1836). 《대승백법명문론해(大乘百法明門論解)》. 대정신수대장경. T44, No. 1836_, CBETA.
- (중국어) 승가제바(僧伽提婆) 한역 (T.26). 《중아함경(中阿含經)》. 대정신수대장경. T1, No. 26, CBETA.
- (중국어) 阿含辭典. 《阿含辭典(아함사전)》.
- (중국어) 안혜 조, 지바하라 한역 (T.1613). 《대승광오온론(大乘廣五蘊論)》. 대정신수대장경. T31, No. 1613, CBETA.
- (중국어) 안혜 조, 현장 한역 (T.1606). 《대승아비달마잡집론(大乘阿毘達磨雜集論)》. 대정신수대장경. T31, No. 1606, CBETA.
- (중국어) 연수 편찬 (T.2016). 《종경록(宗鏡錄)》. 대정신수대장경. T48, No. 2016, CBETA.
- (중국어) 오백 아라한 조, 현장 한역 (T.1545). 《아비달마대비바사론(阿毘達磨大毘婆沙論)》. 대정신수대장경. T27, No. 1545, CBETA.
- (중국어) 용수 조, 구마라습 한역 (T.1509). 《대지도론(大智度論)》. 대정신수대장경. T25, No. 1509, CBETA. }
- (중국어) 용수 조, 구마라습 한역 (T.1564). 《중론(中論)》. 대정신수대장경. T30, No. 1564, CBETA.
- (중국어) 원측 찬 (X.369). 《해심밀경소(解深密經疏)》. 만신찬속장경. X21, No. 369, CBETA.
- (중국어) 원휘(圓暉) (T.1823). 《구사론송소론본(俱舍論頌疏論本)》. 대정신수대장경. T41, No. 1823, CBETA.
- (중국어) 丁福保. 《佛學大辭典(불학대사전)》. 一行佛學辭典搜尋.
- (중국어) 제관 록 (T.1931). 《천태사교의(天台四教儀)》. 대정신수대장경. T46, No. 1931, CBETA.
- (중국어) 제바설마 조, 현장 한역 (T.1539). 《아비달마식신족론(阿毘達磨識身足論)》. 대정신수대장경. T26, No. 1539, CBETA.
- (중국어) 중현 조, 현장 한역 (T.1562). 《아비달마순정리론(阿毘達磨順正理論)》. 대정신수대장경. T29, No. 1562, CBETA.
- (중국어) 중현 조, 현장 한역 (T.1563). 《아비달마장현종론(阿毘達磨藏顯宗論)》. 대정신수대장경. T29, No. 1563, CBETA.
- (중국어) 지의 설, 관정 록 (T.1783). 《금광명경현의(金光明經玄義)》. 대정신수대장경. T39, No. 1783, CBETA. }
- (중국어) 지의 설, 법신 기 (T.1916). 《석선바라밀차제법문(釋禪波羅蜜次第法門)》. 대정신수대장경. T46, No. 1916, CBETA.
- (중국어) 축불념 한역 (T.1485). 《보살영락본업경(菩薩瓔珞本業經)》. 대정신수대장경. T24, No. 1485, CBETA.
- (중국어) 현장 한역 (T.1563). 《해심밀경(解深蜜經)》. 대정신수대장경. T16, No. 676, CBETA.
- (중국어) 혜원 찬 (T.1851). 《대승의장(大乘義章)》. 대정신수대장경. T44, No. 1851, CBETA.
- (중국어) 호법 등 지음, 현장 한역 (T.1585). 《성유식론(成唯識論)》. 대정신수대장경. T31, No. 1585, CBETA.